# فرودگاه بین‌المللی شاهزاده سعید ابراهیم
 فرودگاه بین‌المللی شاهزاده سعید ابراهیم (به انگلیسی: Prince Said Ibrahim International Airport) (به زبان بومی: Moroni Hahaya International Airport) یک فرودگاه همگانی با کد یاتا HAH است که یک باند فرود آسفالت دارد و طول باند آن ۲۹۰۰ متر است. این فرودگاه در شهر مورونی کشور اتحاد قمر قرار دارد و در ارتفاع ۲۸ متری از سطح دریا واقع شده است.

## شرکت‌های هواپیمایی و مقصدهای پروازی
| شرکت‌های هواپیمایی | مقصدهای پروازی                     |
| ----------------- | ---------------------------------- |
| ایر استرال        | دزااودزی پاماندزی، رولاند گرو      |
| ایر ماداگاسکار    | ایواتو، امبوروی فصلی: مارسی پروانس |
| ایر تانزانیا      | ژولیوس نیرر                        |
| هواپیمایی اتیوپی  | بوول                               |
| ایوا ایر          | دزااودزی پاماندزی                  |
| فلای-ساکس         | جومو کنیاتا، موا                   |
| کنیا ایرویز       | جومو کنیاتا                        |
| پرسیشن ایر        | ژولیوس نیرر                        |

^ : هواپیمایی اتیوپی's flight from بوول to Moroni stops in ژولیوس نیرر, but the airline does not have آزادی‌های هوایی on the ژولیوس نیرر – HAH sector.